# Misnomer
Um misnomer é um nome que é aplicado incorretamente ou inadequadamente. Os misnomers geralmente surgem porque algo foi nomeado muito antes de sua natureza correta ser conhecida, ou porque uma forma anterior de algo foi substituída por uma forma posterior à qual o nome não se aplica mais adequadamente. Um nome impróprio também pode ser uma palavra usada incorretamente ou de forma enganosa.

## Exemplos

### Nome antigo mantido
- A "mina" dos lápis é feita de grafite e argila, não de chumbo; acreditava-se que o grafite fosse um minério de chumbo. A mistura de grafite e argila é conhecida como plumbago, que significa "minério de chumbo" em latim.
- Os quadros negros podem ser pretos, verdes, vermelhos, azuis ou marrons.
- Os bastões de giz não são mais feitos de giz, mas de gesso.
- A folha de estanho é quase sempre feita de alumínio, enquanto as "latas  destinadas ao armazenamento de alimentos são feitas de aço com uma fina camada de estanho. Em ambos os casos, o estanho foi o metal original.
- Números de telefone são chamados de "discados", embora telefones de disco sejam raros hoje em dia.
- No golfe, os tacos chamados de woods eram feitos de madeira, mas agora geralmente são feitos de metal.

O termo anacrônimo se refere a esse tipo de nome impróprio. "Anacrônimo" não deve ser confundido com anacrônimos, que se referem a palavras (como laser, sonar e mergulho autónomo) com origem acrônima, mas que agora são usadas sintaticamente como palavras por direito próprio.

### Semelhança de aparência
- Queijo de cabeça é um produto cárneo.
- Um sapo com chifres é um lagarto.[4]
- Uma formiga de veludo é uma vespa.[5]

### Diferença entre significados comuns e técnicos
- Os "ursos" coalas são marsupiais não intimamente relacionados à família dos ursos, Ursidae. O termo "coala" é preferido em sua terra natal, a Austrália.[6]
- Medusas e estrelas-do-mar são parentes muito distantes dos peixes, pertencendo a filos distintos. A estrutura gelatinosa das medusas é semelhante à de uma sobremesa gelatinosa .
- Um amendoim não é uma noz no sentido botânico, mas uma leguminosa.[7] Um coco não é uma noz botânica, mas uma drupa.[8]

### Associação com lugar diferente daquele que se pode presumir
- O porquinho-da-índia (Cavia porcellus) é originária dos Andes, não da Guiné, e é um roedor sem parentesco com os porcos.
- As trompas francesas tiveram origem na Alemanha, não na França.[9] Da mesma forma, as batatas fritas foram inventadas na Bélgica, não na França.[10]
- As damas chinesas tiveram origem na Alemanha.[11]

### Outro
- Embora a lavagem a seco não envolva água, ela envolve o uso de solventes líquidos.
- O "osso engraçado" não é um osso — a frase se refere ao nervo ulnar.
- Um salto quântico é propriamente uma mudança instantânea que pode ser grande ou pequena. Na física, é a mudança de um elétron de um nível de energia para outro. No uso comum, o termo é frequentemente usado para significar uma mudança grande e abrupta.
- O cotovelo de tenista não resulta necessariamente da prática de tênis.[12]